# Suojärvi (sjö i Sysmä, Päijänne-Tavastland)
Suojärvi är en sjö i kommunen Sysmä i landskapet Päijänne-Tavastland i Finland. Sjön ligger 88,7 meter över havet. Arean är 1,31 kvadratkilometer och strandlinjen är 9,95 kilometer lång. Sjön  ingår i Kymmene älvs huvudavrinningsområde.   Den ligger omkring 62 km norr om Lahtis och omkring 160 km norr om Helsingfors. 
I sjön finns ön Isonkivensaari. 